# Регулювальна характеристика ДВЗ

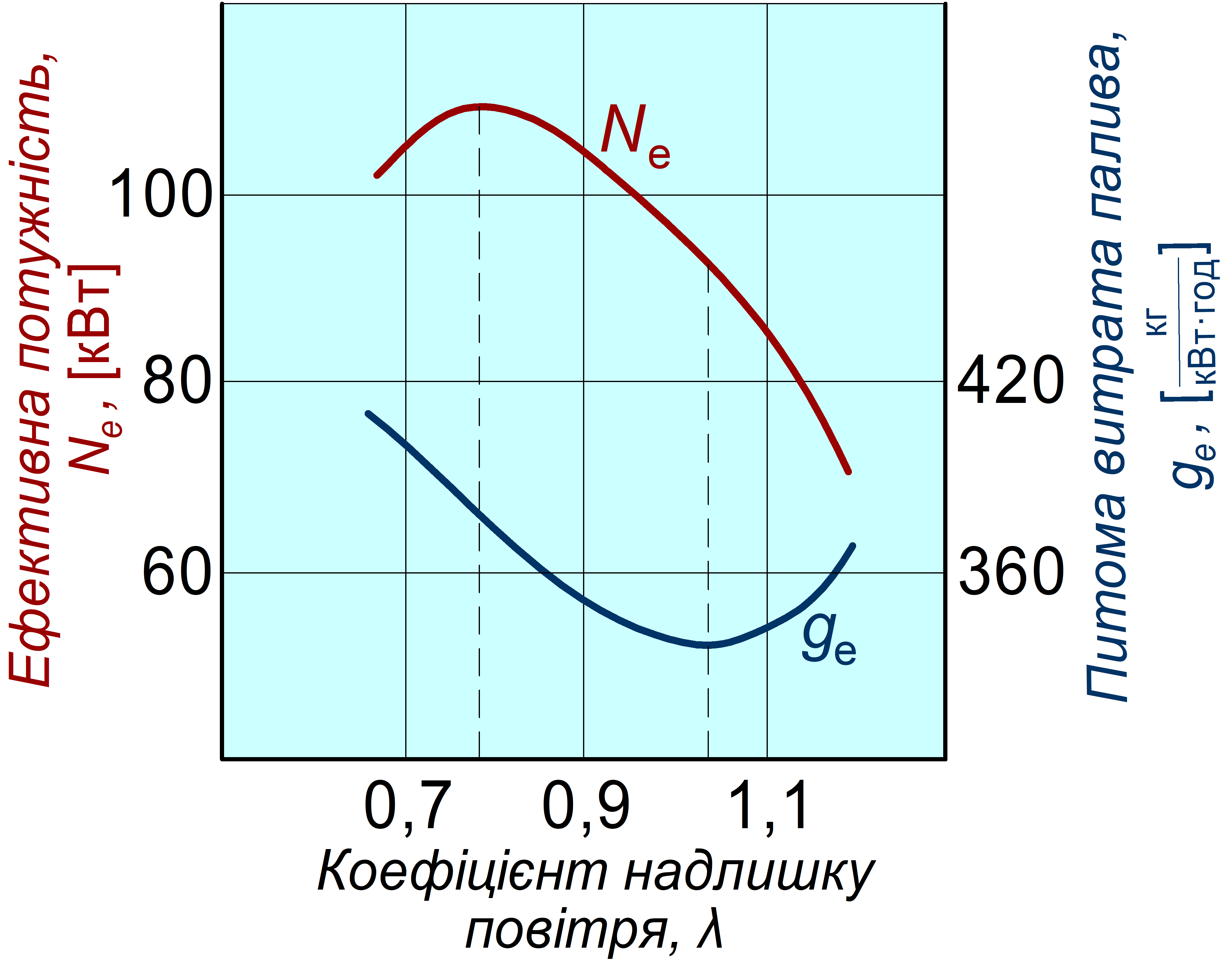
Регулювальна характеристика бензинового двигуна: залежність ефективної потужності та питомої витрати палива від коефіцієнта надлишку повітря

Регулювальна характеристика ДВЗ — залежність основних показників двигуна (ефективних потужності та обертового моменту, питомої та годинної витрат палива тощо) від деякого регульованого параметра (складу паливо-повітряної суміші: коефіцієнту надлишку повітря, кута випередження запалювання чи впорскування, температури охолодної рідини тощо) при сталій частоті обертання колінчастого вала.
Коефіцієнт надлишку повітря (λ, подекуди α) — відношення дійсної кількості повітря, що потрабляє у циліндр двигуна до теоретично потрібної для повного згоряння паливо-повітряної суміші. Для повного згоряння одного кілограму бензину потрібно 14,7 кг повітря (пропан-бутанової суміші — 15,6 кг). Якщо:
- λ<1 — паливо-повітряна суміш збагачена (0,8-0,98) або багата (0,5-0,8);
- λ>1 — збіднена (1-1,1) або бідна (1,1-1,3);
- λ=1 — нормальна (стехіометрична).